# 乔氏银鲛
乔氏银鲛（学名：Chimaera jordani），又名喬丹氏銀鮫、鼠魚、黑翅沙，为银鲛科银鲛属的鱼类。分布于日本，马达加斯加，莫桑比克以及东海等海域。该物种的模式产地在日本。